# Луда кућа
„Луда кућа” је југословенски ТВ филм из 1972. године. Режирао га је Марио Фанели а сценарио су написали Славко Колар и Борислав Мркушић.

## Улоге
| Глумац         | Улога             |
| -------------- | ----------------- |
| Јасна Анчић    |                   |
| Смиљка Бенцет  |                   |
| Ета Бортолаци  | Фајдетицка        |
| Рајко Бундало  |                   |
| Иво Фици       |                   |
| Зденка Хершак  | Лидија            |
| Јован Личина   | Јурица Врабец     |
| Златко Мадунић |                   |
| Фрањо Мајетић  | Ватрослав Шуковић |

Остале улоге  ▼
| Глумац         | Улога  |
| -------------- | ------ |
| Миа Оремовић   | Рената |
| Лена Политео   |        |
| Марија Секелез |        |
| Бранко Супек   |        |